# Inner-Högkälstjärnen
Inner-Högkälstjärnen är en sjö i Örnsköldsviks kommun i Ångermanland och ingår i Moälvens huvudavrinningsområde.